# Messinien
| Systeem Periode                          | Serie Tijdvak | Etage Tijdsnede | Ouderdom (Ma) |
| ---------------------------------------- | ------------- | --------------- | ------------- |
| Kwartair                                 | Pleistoceen   | Gelasien        | jonger        |
| Neogeen                                  | Plioceen      | Piacenzien      | 2,58–3,600    |
| Neogeen                                  | Plioceen      | Zanclien        | 3,600–5,333   |
| Neogeen                                  | Mioceen       | Messinien       | 5,333–7,246   |
| Neogeen                                  | Mioceen       | Tortonien       | 7,246–11,62   |
| Neogeen                                  | Mioceen       | Serravallien    | 11,62–13,82   |
| Neogeen                                  | Mioceen       | Langhien        | 13,82–15,97   |
| Neogeen                                  | Mioceen       | Burdigalien     | 15,97–20,44   |
| Neogeen                                  | Mioceen       | Aquitanien      | 20,44–23,03   |
| Paleogeen                                | Oligoceen     | Chattien        | ouder         |
| Indeling van het Neogeen volgens de ICS. |               |                 |               |

Het geologisch tijdperk Messinien (Vlaanderen: Messiniaan) is de laatste tijdsnede of bovenste etage in het Mioceen. Het Messinien duurde van 7,246 tot 5,333 Ma, komt na het Tortonien en wordt gevolgd door het Zanclien, de vroegste tijdsnede of onderste etage in het Plioceen.

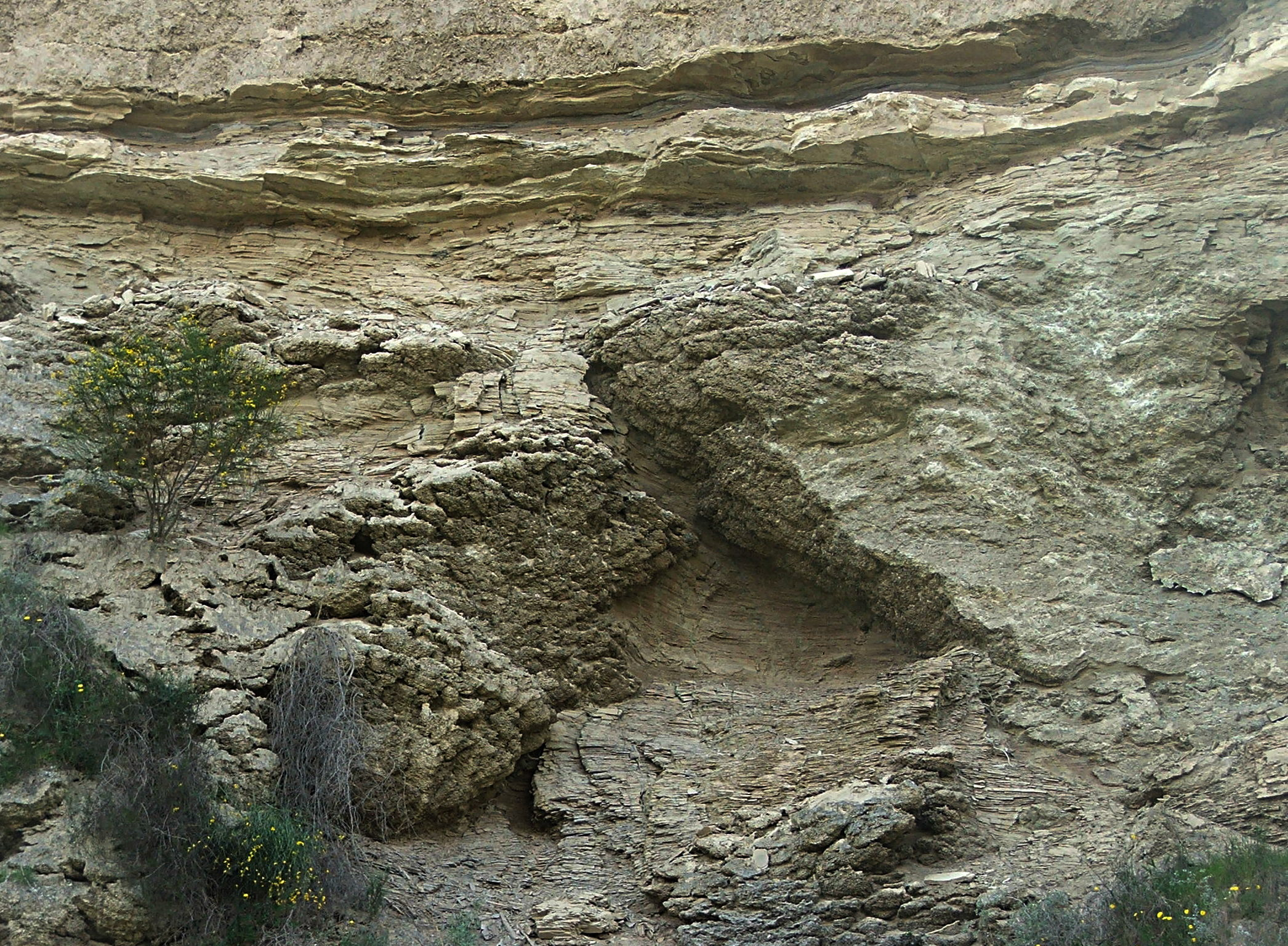
Gips- en kleilagen uit het Messinien in het Sorbasbekken, Zuid-Spanje.

## Naamgeving en definitie
Het Messinien is genoemd naar de Italiaanse stad Messina. Het Messinien werd in 1867 voor het eerst beschreven door de Zwitserse geoloog Karl Mayer-Eymar, aan de hand van fossielen die hij tussen een afwisseling van gipslagen vond. Hij noemde de tijdsnede Messinien en kon deze aan de hand van fossielen aan het einde van het Mioceen plaatsen.
De golden spike voor het Messinien ligt bij Oued Akrech, in de buurt van Rabat in Marokko. De basis van de etage wordt gedefinieerd door het eerste voorkomen van de planktonische foraminifeer Globorotalia conomiozea en ligt ongeveer in het midden van de magnetische chronozone C3Br.1r. De top (de basis van het Zanclien) wordt gedefinieerd door het einde van de magnetische chronozone C3r, het eerste voorkomen van de nannoplankton-soort Ceratolithus acutus en het uitsterven van de kalkige nannoplankton Triquetrorhabdulus rugosus.

## Saliniteitscrisis
Tijdens het Messinien werd de Middellandse Zee kortstondig een endoreïsch bekken, afgesloten van de Atlantische Oceaan. Dit gaf aanleiding tot de Messinian salinity crisis.